# Roberto, o Forte
Roberto, o Forte (815 — Brissarthe, Maine-et-Loire, 2 de julho de 866), também conhecido como Roberto IV de Worms, foi Conde de Anjou em 862, conde de Auxerre e conde de Nevers em 865, e marquês da Nêustria, além de conde de Worms.

## Relações familiares
Sua ascendência ainda é objeto de estudo, mas há relatos que ele tenha sido filho de Roberto III de Worms com Waldrada de Orleães e descenda de um certo nobre chamado Erisson Pablo. Sua esposa chamava-se Ema da Argóvia (?? 830 - ???), filha de Conrado I de Auxerre (nascido cerca de 800 - 22 de março entre 862 e 866) e sua mãe Adelaide de Tours também chamada de Adelaide da Alsácia (c. 805 - 866), filha de Hugo III de Tours (c. 780 - 20 de outubro de 837), conde de Sundgau e Tours, e de Eva de Auxerre (775 -?), de quem teve:
1. Eudo de Paris, depois Rei da França entre 888 e 898.
2. Roberto I de França, que foi Rei da França entre 922 e 923.

## Um Grande do reino

### O apoio a Carlos II e a obtenção dos condados deTours e Angers
Roberto, o Forte é citado em 836, ano em que ele deixou a Renânia, mas sem titulo.
Durante as lutas de poder entre os filhos de Luís I, o Piedoso, ele ficou do lado de Carlos, o Calvo, que era genro de Odão de Orleães e, portanto, o marido provável da sua prima germana. Ele teve que abandonar sua terra, incorporadas no reino de Lotário I, para se refugiar no Ocidente, na família de sua mãe.
Em 852, Carlos, o Calvo o fez abade laico de Marmoutier, no ano seguinte missus Dominicus de diversos condados da Neustria, especialmente nas regiões de Tours e Angers.

### Revolta contra Carlos II e obtenção do marquesado da Nêustria
Em 856, Carlos, o Calvo instala seu filho Luís à frente de um "Ducado do Mans" território que à marca da Nêustria. Roberto não é mencionado nesta ocasião, nem a partir de novembro de 853 nem no curso do ano 854, quando os Normandos voltam ao Loire para saquear Angers, Tours ou Blois: talvez ele tenha naquele tempo perdido as suas despesas . Ainda assim, vamos encontrá-lo em 858 ao lado de Luís, o Germânico contra Carlos e sua filho. Ele só se submete em 861 em troca do marquesado da Nêustria.

### Luta contra os Normandos
Em 862, 864 e 865, Roberto distingue-se na luta contra as ofensivas dos viquingues que estabeleceram bases na foz do Loire (853) e do Sena (856), sob a liderança de seu chefe Hasting. Bernardo Plantevelue, não estando decidido a desistir de sua herança paterna, passou a atacar Roberto, o Forte que teve que abandonar Autun e para se compensar, tomou posse da Abadia de São Martinho de Tours e expulsou o abade. Em 866, Carlos, o Calvo concedeu-lhe, além de novo Marquesado da Nêustria, a colegiada da Abadia de São Martinho de Tours, abadia de prestígio que tinha a vantagem de disponibilizar a Roberto uma mensa abadial permitindo-lhe dotar muitos vassalos.
Roberto morreu no mesmo ano num combate adversário, com outros condes, contra os normandos que desceram ao Sarte depois de pilhar o  Le Mans (Batalha de Brissarte).